# 탈라토사우루스

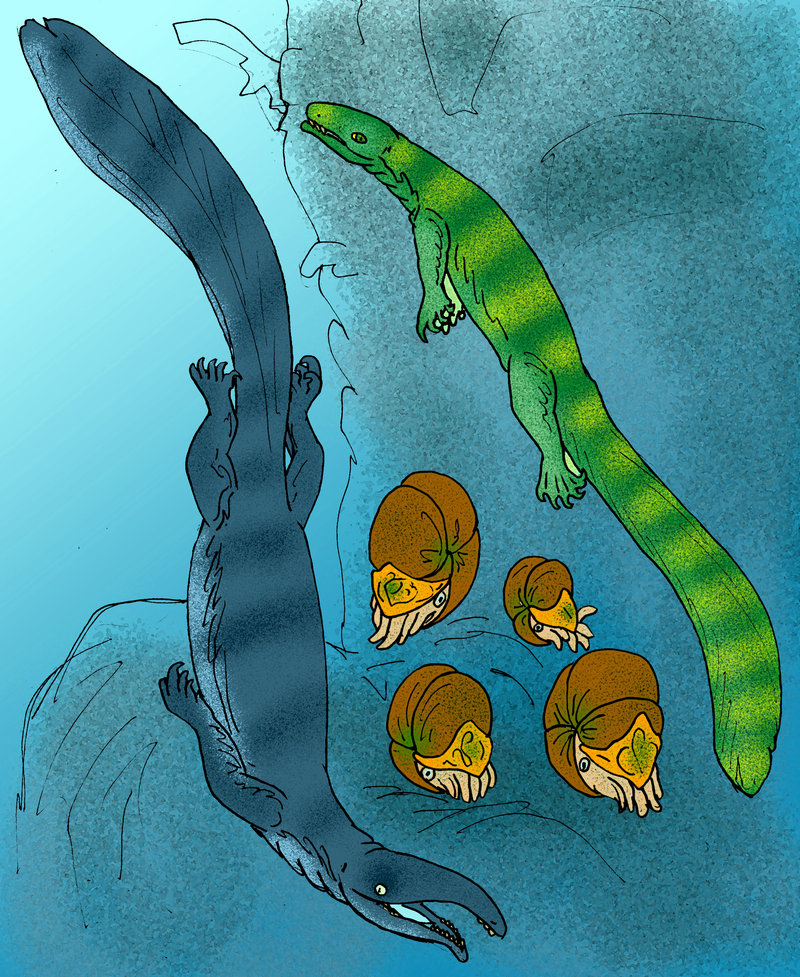

탈라토사우루스(학명:Thalattosauria Merriam)는 기룡목 탈라토사우루스과에 속하는 기룡이다. 지금은 멸종된 종으로 몸길이가 4~6m인 거대한 기룡에 속한다.

## 특징
탈라토사우루스는 긴 노들 같은 꼬리와 등뼈가 20개가 넘는 가느다란 몸 등 해양 생활 양식에 적당한 적응력을 가지고 있다. 모든 탈라토사우루스들이 공유하고 있는 후두골의 독특한 특징은 거의 없지만, 이 골격은 여전히 아스켈토사우루이드와 탈라토사우루이드의 구별에 유용하다. 아스켈토사우로이드는 짧은 신경 가시와 최소 11개의 척추뼈를 가진 긴 목을 특징으로 하는 반면 탈라토사우로이드는 때로는 4개의 척추뼈를 수반하는 짧은 목을 가지고 있다. 탈라토사우루스자리도 목, 등, 특히 꼬리 척추에 키 큰 신경 가시가 있어 횡방향 굴절을 통해 수영할 수 있는 표면적이 증가한다. 탈라토사우루스자리에는 짧고 넓은 사지뼈가 육지 이동에 잘 적응하지 못하고 있다. 이 슈퍼 패밀리는 어깨 부근이 가장 넓고 대퇴골은 무릎 부근이 가장 넓으며, 반지름은 신장형("키드니 모양")이며 팔랑이는 길고 판상형이다. 아스켈토사우루스의 자리에는 육지 파충류처럼 모래시계 모양의 사지뼈가 남아 있지만, 짧은 경골이나 섬유와 같은 탈라토사우루스자리에도 특수화가 이뤄져 있고, 발목에 가까운 곳까지 확장되어 있다. 탈라토룡은 디옵시드 파충류로, 이는 시간적 페네스트레이가 있다는 뜻으로, 궤도 뒤쪽에 있는 머리에 두 개의 구멍(눈 소켓)이 있다. 그러나, 많은 탈라토룡들은 슬릿처럼 생긴 상측두측두측두측두엽을 가지고 있으며, 일부는 주변의 뼈에 의해 완전히 닫혔다. 탈라토룡은 사방골뼈가 부족하여 하방 측두골은 아래에서 열려 있다. 또한 후두골과 표골뼈도 부족한 반면에 편평골은 작고 초석골은 넓으며, 사분골은 크다. 위에서 보았을 때 두개골의 뒤쪽 가장자리에는 사분면보다 더 앞쪽으로 뻗은 삼각형 모양의 큰 전각이 있다.또한 고생물학자들은 분류학적으로 탈라토사우루스과에 대해 혼란스러워 하기로 했다. 탈라토사우루스는 역사적으로 들어가면 중간에 늦게 트라이아스기 기간까지 살았던 선사 시대 해양 파충류의 탈라토사우루스과(그리스"바다 도마뱀"에)는 멸종된 주문입니다. 탈라토사우루스는 크기와 모양이 그리고 두 상악골으로 나뉘는 것으로 다양했다. 아스켈토사우루스와 탈라토사우루스는 테티스 해 고유의 화석이 유럽과 중국에 있고 그들은 반수생의 물고기 먹는 사람들 연속 주둥이는 부드러웠고 상당한 지상파 능력을 가진 가능성이 발견되었다. 탈라토사우루스의 수생에 더 가까운 생활을, 대부분의 특이하게 아래로 쳐진 주둥이는 부드러웠고 참담한 치열이 고르고 전문화된 있었다. 탈라토사우루스과의 생물들은 다 판탈 라사와 테티스 해의 해안들을 따라, 그리고 가장 중국과 서쪽의 북아메리카가 다양했다. 탈라토사우루스의 큰 종의 4미터로(13피트)길이에 길고 평평해 꼬리를 물 속에서 추진에 이용되는 등으로 성장했다. 비록 탈라토사우루스란 도마뱀은 외견상의 유사 단짝이 그들의 정확한 관계를 미해결되었다. 그들은 많은 종들이 어룡에 가까운 파충류지만 (squamates, rhynchocephalians과 그들의 친척들을 가르킨다.) 조룡 하강 이크티오사우루스과에 속하고 그 및 다른 해양 파충류(archosaurs과 그들의 친척들) 전문가들 여러가지로 인룡 하강 사이에서 파충류 가족 나무에 그들을 장착했다 받아들여지고 있다. 탈라토사우루스가 어디에서 유래했는지 확실하지 않다. 트라이아스기 동안 지구에는 하나의 거대한 초대륙인 판게아가 있었는데 판게아는 슈퍼오션 판탈라사에 둘러싸여 있었다. 판게아의 동부는 거대한 열대 내륙 바다인 테티스 해역에 의해 침식되어 중국에서 서유럽까지 확장되었다. 탈라토사우로이드는 전 세계 트라이아스기 해양 퇴적물에서 알려진 반면 아스켈토사우로이드는 테티얀 퇴적물에서만 알려져 있다. 엔데나사우루스와 아스케프토사우루아가 가장 기초적인 아스케프토사우루스라고 가정한다면, 아스케프토사우루아과는 현재 유럽의 알파인 지역인 서부 테티스 해에서 기원했을 것이다. 그러나 미오덴토사우루스가 더 기초적인 것이라면 서양의 테티스(유럽) 기원은 현저히 덜할 것이다. 탈라토사우르시아의 자매 집단은 여전히 논의되고 있지만, 트라이아스기 초기나 그 이전 시기에 동부 테티스(중국)에서 진화한 것으로 보이는 이크티오사우루스과가 한 가지 가능성이다. 가장 오래된 것으로 알려진 탈라토사우루스(Talattosauroids, Paralonectes, British Columbia's Sulfur Mountain Formation의 Agkistrognathus)는 현재 북아메리카의 서부 해안인 판탈라사 동부에 살았다. 뮐러(2005년, 2007년)는 적어도 탈라토사우로이드의 한 가지가 진화 초기에 전 세계로 퍼져나갈 수 있었다고 주장했다. 그러나 이는 네토사우루스(캘리포니아 출신), 신푸사우루스(중국 출신), 오스트리아 출신 이름 없는 종족 등이 다른 탈라토사우르스에 쇄석(clade basal)을 형성했다는 가설에 근거한 것으로 다른 많은 연구와 대비되는 분류 체계가 된다다. 탈라토사우로이데아의 전 세계적인 분포는 탈라토사우루아사(Talattosauroidea)가 판탈라사(Panthalassa) 동부 해안과 테티스(Tethys Ocean) 사이에 퍼지기 위해 필요했을 탁룡어(Talattosauroidea)가 개방된 대양을 횡단하는 데 부적응한 것으로 간주되고 있다는 점을 고려할 때 흥미롭다. 화산섬 호와 가이오트와 같은 해안 "개척"은 탈라토룡의 해양 분지들 사이에 퍼지는 능력을 촉진시켰을 것이다. 헤슐레리아와 유사한 형태는 이전에는 북아메리카와 유럽에서만 보고되었으나 2021년에는 중국으로부터 헤슐레리아와 같은 코딱지 파편이 보고되어 그들도 널리 분포하고 있음을 알 수 있었다. 익룡과 암모나이트와 같은 다른 트라이아스기 해양 생물에서도 트랜스-판탈라사 연결이 관찰된다. 분명히 탈라토사우루스들은 그 집단이 멸종되기 전에 여러 번 주요 해양 지역에 분산될 수 있었고 탈라토사우루스들은 더 큰 수생 적응으로 인해 아스켈토사우루스보다 더 번식할 가능성이 있었다. 1904년 메리암에 의해 처음 이름이 붙여졌을 때 탈라토사우루스 알렉상드래라는 종에서만 탈라토사우루스라는 이름을 알 수 있었다. 주로 전체적인 두개골 모양을 바탕으로 하는 스페노돈(살아있는 투아타라)을 포함하는 파충류 주문인 린초체팔리아(Rynchocephalia)에 가까웠다는 가설을 세웠다. 그럼에도 탈라토사우루스는 독자적인 명령이 내려질 만큼 뚜렷한 존재로 인정받았으며, 현재 다혈질로 알려져 있는 다양한 '원초' 파충류들의 집합체인 그룹 디아토사우루스(Diaptosauria)에서 린초체팔리아와 함께 잠정적으로 그룹화되었다. 디아파토사우루스 내에서도 탈라토사우르스는 초리스토데르와 '프로가노사우루스'(기생동물)와 매우 밀접한 관련이 있는 것으로 여겨졌다. 이는 곧 Parasuchia(생룡), Lacertilia(마법사), Proterosuchus와도 비교가 이루어졌으나 제안된 진화 계획과는 양립할 수 없다고 일축했다. 메리암(1905)의 추가 논의는 생태계가 비슷하기 때문에 익룡과의 관계를 고려했지만, 이들의 두개골과 척추 해부학이 가까운 공통 조상을 가지고 있다면 왜 그렇게 광범위하게 갈라지는지 의문을 제기했다. 그는 잠재적인 유사성이 융합적 진화로서 가장 잘 설명될 수 있다고 제안했다. 탈라토룡이 도마뱀에 가까운 파충류로부터 이탈했을 가능성(팔리구아나 등)은 좀 더 자세히 설명되어 있는데, 탈라토룡은 거의 리자드에 가까운 이들이 바다로 돌아가기 위한 짧은 초기 시도 역할을 하였는데, 이후 모사우르스가 진짜 도마뱀에서 진화하면서 진화 과정이 더욱 성공적으로 반복되었다. 그럼에도 불구하고 메리암은 이전에 알려진 어떤 파충류 집단이 탈라토룡의 직접적인 조상이거나 그 반대라는 명확한 증거를 발견하지 못했다. 그들은 아마도 육지에 사는 Permian 파충류에서 온 후손이었을 것이며, 트라이아스기에서 처음 진화했던 다른 해양 파충류 집단과는 밀접한 관련이 없을 것이다.[3] 20세기 후반의 노동자들은 일반적으로 탈라토사우로모르파라고 알려진 그룹의 일부로서 동족상동맥류나 편백류에 가까이 두었다. 1980년대 후반 클래지스틱스의 인기가 높아지면서 탈라토사우루스 분류에 일부 영향을 미쳤다. 지속적인 연구는 Sauria가 Permian에서 어떻게 두 갈래로 갈라졌는지와 같은 파충류 분류의 일부 측면을 강화하는데 도움을 주었다. 레피도사우로모르파(도마뱀, 뱀, 투아타라로 이어진다)와 아르코사우로모르파(새들을 포함한 악어와 공룡으로 이어진다. 많은 고생물학자들이 여전히 탈라토사우로모르프일 가능성이 있다고 생각하는 반면, 몇몇 연구들(예: 에반스의 친족유전학적 분석, 1988년)은 대신에 그것들이 사우리아의 대퇴골형 분기에 있을 수 있다는 것을 시사했다. 리펠(1998)의 탈라토사우루스 유사 파키프로사우루스 하노사우루스 재평가에서는 탈라토사우루스 자신이 레피도사우로모폴라에 대한 광범위한 해석 내에서 거북이와 일직선상에 있는 수생 파충류 주문인 사우롭테리아와 매우 밀접한 친밀감을 가지고 있다고 주장했다. 뮐러(2004)의 정밀한 분석은 탈라토사우루스는 사우리아 바로 외곽에 속한다고까지 간주했다. 특이하게도 탈라토사우루스는 특정 기초사우리아인이나 근사우리아인이 데이터 집합에서 제외될 때 익룡(이크티오사우로모르파 그룹 내) 근처로 이동하는 친화력을 가지고 있다. 뮐러(2004) 집단의 탈라토사우루스(talattosauromphors)와 어류, 용각류(sourrophetygians)와 거북이, 대각류, 또는 레피도사우로모르프(lepidosauromphors)와 함께 "해상 슈퍼클레이드"에서 도출된 분석도 있다. 그러나 이러한 분석에 의해 생성된 클래도그램은 방법론의 변경(수생적 적응을 포함 또는 제외하거나 시모니와 베이지안 추론 사이의 전환 등)을 통해 예측할 수 없는 방식으로 변경되어 일부는 "해상 슈퍼클레이드"의 유효성에 대한 우려를 갖게 된다. 탈라토룡은 거의 확실히 디옵시드인 반면, 그들의 아웃그룹 관계를 둘러싼 많은 불확실성으로 인해 대부분의 현대 고생물학자들은 그들을 디압시다 인서태 세디스로 분류했다. 특히 탈라토사우르스에 초점을 맞춘 최초의 철생학적 분석 중 하나는 니콜스(1999년)가 탈라토사우르스와 네토사우루스를 재평가한 부분이다. 그녀는 탈라토사우루스(Talattosaurusia)의 제한된 정의를 사용했는데, 이러한 정의는 엔데나사우루스(Endennasaurus)나 아스케프토사우루스(Askeptosaurus)보다 니토사우루스(Negelosaurus)와 헤슐레리아(Hescheleria 아스케프토사우루스, 엔데나사우루스, 전통적인 탈라토사우루스 등 보다 포괄적인 집단에 탈라토사우루스(Talatosauriformes)라는 이름이 붙여졌다. 그러나 이 그룹에 초점을 맞춘 대부분의 연구들은 아스케프토사우루스와 탈라토사우루스 둘 다에 가까운 파충류들을 포함하여 니콜스의 탈라토사우루스 클라데에 해당하는 탈라토사우르시아의 보다 넓은 정의를 유지하는 것을 선호했다. 이러한 연구에서 탈라토사우르시아는 두 갈래로 나뉘는데, 하나는 아스케프토사우루스의 친척으로, 다른 하나는 탈라토사우루스의 친척으로 이어진다. 아스케토사우루스보다 탈라토사우루스 가까이에 파충류를 함유하고 있는 쇄골에는 탈라토사우루스(Talattosauroidea, 때로는 탈라토사우루스이데아라고도[9][19] 한다)라는 이름이 붙는다. 한편, 아스케프토사우루스균에 더 가까운 파충류를 함유한 쇄골을 아스케프토사우루스상과(Askeptosauroidea) 또는 아스케토사우루스상과(Askeptosauroidea)라 한다. 1980년대 후반 클래지스틱스의 인기가 높아지면서 탈라토사우루스 분류에 일부 영향을 미쳤다. 지속적인 연구는 Sauria가 Permian에서 어떻게 두 갈래로 갈라졌는지와 같은 파충류 분류의 일부 측면을 강화하는데 도움을 주었다. 레피도사우로모르파(도마뱀, 뱀, 투아타라로 이어진다)와 아르코사우로모르파(새들을 포함한 악어와 공룡으로 이어진다. 많은 고생물학자들이 여전히 탈라토사우로모르프일 가능성이 있다고 생각하는 반면 몇몇 연구들(예: 에반스의 친족유전학적 분석, 1988년)은 대신에 그것들이 사우리아의 대퇴골형 분기에 있을 수 있다는 것을 시사했다. 리펠(1998)의 탈라토사우루스 유사 파키프로사우루스 하노사우루스 재평가에서는 탈라토사우루스 자신이 레피도사우로모폴라에 대한 광범위한 해석 내에서 거북이와 일직선상에 있는 수생 파충류 주문인 사우롭테리아와 친밀감을 가지고 있다고 주장했다. 뮐러(2004)의 분석은 탈라토룡이 사우리아 바로 외곽에 속한다고까지 간주했다. 특이하게도 탈라토룡은 특정 기초사우리아인이나 근사우리아인이 데이터 집합에서 제외될 때 익룡(이크티오사우로모르파 그룹 내) 근처로 이동하는 친화력을 가지고 있다. 뮐러(2004) 집단의 탈라토사우루스(talattosauromphors)와 어류, 용각류(sourrophetygians)와 거북이, 대각류, 또는 레피도사우로모르프(lepidosauromphors)와 함께 "해상 슈퍼클레이드"에서 도출된 분석도 있다. 그러나 이러한 분석에 의해 생성된 클래도그램은 방법론의 변경(수생적 적응을 포함 또는 제외하거나 시모니와 베이지안 추론 사이의 전환 등)을 통해 예측할 수 없는 방식으로 변경되어 일부는 "해상 슈퍼클레이드"[7][8][24][25]의 유효성에 대한 우려를 갖게 된다. 탈라토룡은 거의 확실히 디옵시드인 반면, 그들의 아웃그룹 관계를 둘러싼 많은 불확실성으로 인해 대부분의 현대 고생물학자들은 그들을 디압시다 인서태 세디스로 분류했다. 니콜스(1999년) 이후 이어진 연구는 안순사우루스, 신푸사우루스 등 새롭게 서술된 중국 세자를 포함해 더 많은 세자를 포함하기 시작했다. 그러나 에덴나사우루스의 탈라토사우루스 조상에 대한 불확실성으로 인해 이러한 분석에서 제외되었다. 뮐러 외 다음에. (2005) 엔데나사우루스가 아스케프토사우루스와 밀접하게 연관되어 있다는 것을 다시 확인하였는데,[12] 당시 알려진 탈라토사우루스는 마침내 모두 골유전학적 분석으로 결합되었다. 리에펠, 류, 쳉, 우 등의 연구는 미오덴토사우루스와 안순사우루스, 신푸사우루스 등의 새로운 중국 세자와 다양한 종을 계속 확인했지만, 이들 새로운 세자의 동소체는 탈라토사우르시아의 양대 가지 구조에서 거의 해결하지 못했다. 이 문제를 해결하기 위해 콩카비나 설명 때는 류 외 연구진(2013)에 의해 구나카데이트 설명 때는 드루켄밀러 외 연구진(2020)에 의해 새로운 혈전학적 분석이 개발되었다. 탈라토사우루스 집단의 기본 구조(단독성 탈라토사우루스 쇄도)는 매우 안정적이지만, 탈라토사우루스 내부 관계는 여전히 잠정적이고 결론에 이르지 못한 것으로 간주된다. 일부 고생물학자들은 탈라토룡을 가족으로 나누려고 시도했다. 한 가족인 아스케프토사우루스과(Askeptosaurusae)는 전형적으로 아스케프토사우루스와 안순사우루스를 포함하는 것으로 간주되고 있으며 몇몇 연구에서는 미오덴토사우루스나[13] 엔데나사우루스를[12] 그 안에 배치하기도 한다. 또 다른 종인 탈라토사우루스과는 원래 탈라토사우루스와 네토사우루스를 그룹화하는 데 사용되었고 후에 다시 정의되어 헥토사우루스를 제외시켰으며 후에 실질적으로 모든 탈라토사우루이드를 포함시켰다. 많은 탈라토사우루스 중심 고생물학자들은 일관성 없는 사용법과 의문스러운 타당성 때문에 성씨 사용을 기피한다. 여기에 제시된 클래도그램은 그룹 내 탈라토사우루스와의 관계에 대한 가장 크고 가장 최근의 분석인 Druckenmiller 외(2020)에 기초한다. 다른 탈라토룡으로는 오스트리아의 쾨센 형성과 브리티시 컬럼비아의 설황산과 사면의 형성에 네바다의 나체즈 고개 형성을 기초로 하여 오리건주의 베스터 형성이 있다. 독일 무셀칼크의 단편적인 해양 파충류인 블링게리아도 일부 작가들에 의해 탈라토사우르스로 여겨졌지만 이러한 과제는 기껏해야 불확실하다. 네오시나사우루스와 와야오사우루스는 중국 샤오와 형성의 파충류로 잘 알려져 있지 않은 한 쌍의 파충류로 또한 탈라토사우루스로 여겨져 왔다. 탈라토사우루스 파편들은 스페인 무셸칼크로부터 알려져 있다. 이전에 알래스카에서 온 이름 없는 표본은 2020년에 구나카데이트로 묘사되었다. 먹이로는 당대에 서식했던 물고기, 갑각류, 무척추동물을 주로 먹고 살았을 육식성의 포식자로 추정되는 종이다.

## 가까운 친척
탈라토사우루스의 가까운 친척들로는 다음과 같이 있다.
- 탈라토사우루스과

- 아스케프토사우루아상과

- 아스케프토사우루스

- 엔데나사우루스

- 안순사우루스 황니헨시스

- 안순사우루스 황구오슈엔시스

- 안순사우루스 우샤엔시스

- 미오덴토사우루스

- 탈라토사우루아상과

- 구나카데이트

- 탈라토사우루스

- 네토사우루스

- 클라라지아

- 헤슐레리아

- 파랄로네테스속

- 콩카비스피나

- 신푸사우루스

## 생존시기와 서식지와 화석의 발견
탈라토사우루스가 생존하던 시기는 중생대의 트라이아스기 전반으로 지금으로부터 2억 4500만년전~1억 8000만년전에 생존했던 어룡이다. 생존했던 시기에는 유럽에서부터 중국에 이르는 아시아까지 이르는 대서양, 인도양, 서부 태평양에 광범위하게 서식했었던 어룡이다. 화석의 발견은 1904년에 유럽의 트라이아스기에 형성된 지층에서 처음으로 화석이 발견되어 새롭게 명명된 종이며 이후에는 중국을 포함하는 아시아의 트라이아스기에 형성된 지층에서도 화석이 발견되었다.

## 같이 보기
- 파충류
- 중생대
- 트라이아스기
- 기룡
- 공룡
- 화석